# Antonio Luigi di Hohenzollern-Sigmaringen
Antonio Aloisio (o Luigi) di Hohenzollern-Sigmaringen, detto anche Antonio Ludovico (Sigmaringen, 20 giugno 1762 – Sigmaringen, 17 ottobre 1831), è stato dal 1785 al 1831 principe di Hohenzollern-Sigmaringen.

## Biografia

### Infanzia ed educazione

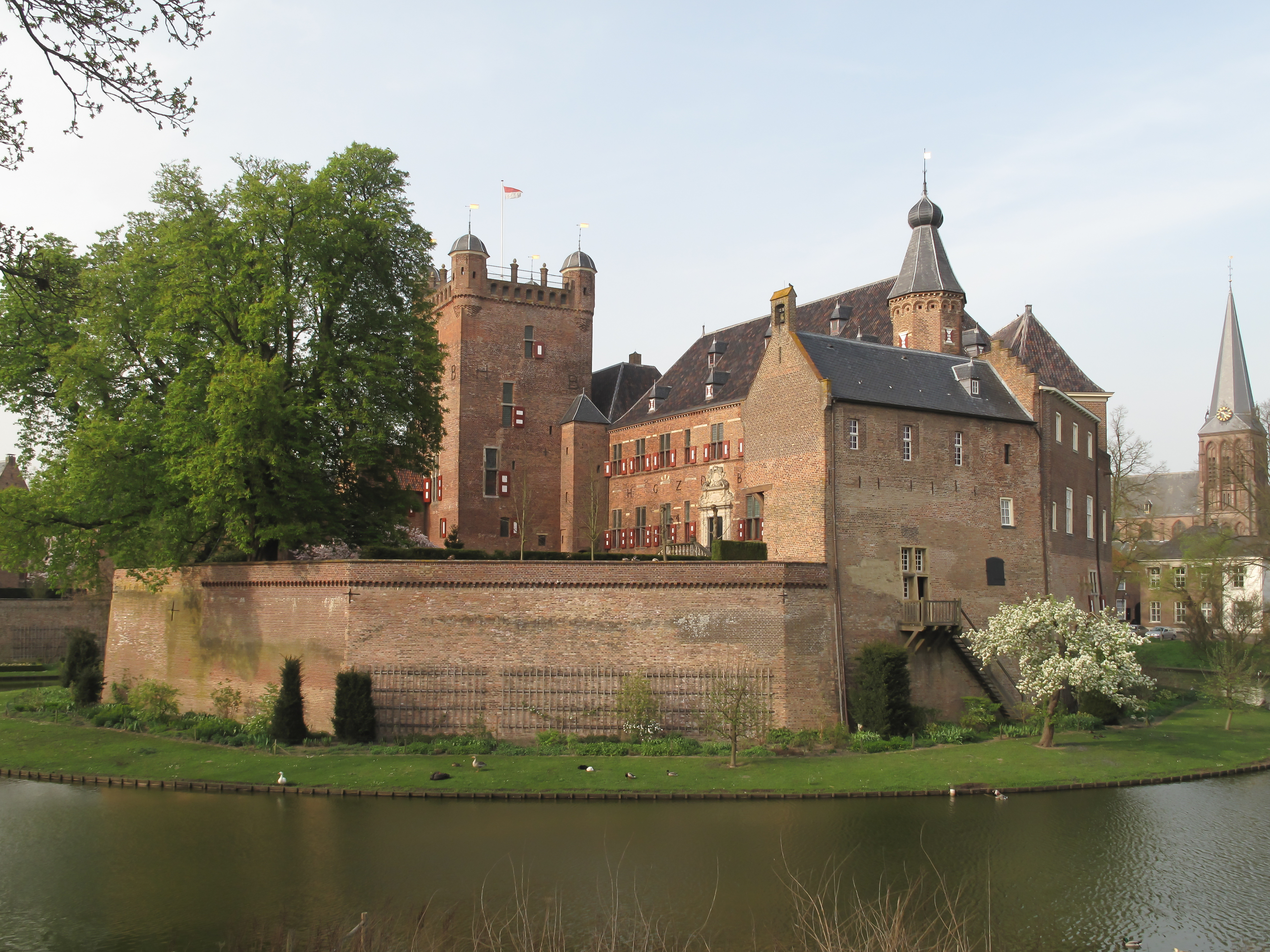
's-Heerenberg: Huis Bergh, ove Antonio Aloisio/Luigi trascorse i primi anni della sua infanzia

Antonio Aloisio/Luigi era figlio del Principe Carlo Federico di Hohenzollern-Sigmaringen e di Giovanna di Hohenzollern-Berg. Egli trascorse la propria giovinezza a 's-Heerenberg e nei possedimenti olandesi di sua madre, e solo successivamente venne educato presso le università di Friburgo in Brisgovia e Ingolstadt.

### Matrimonio

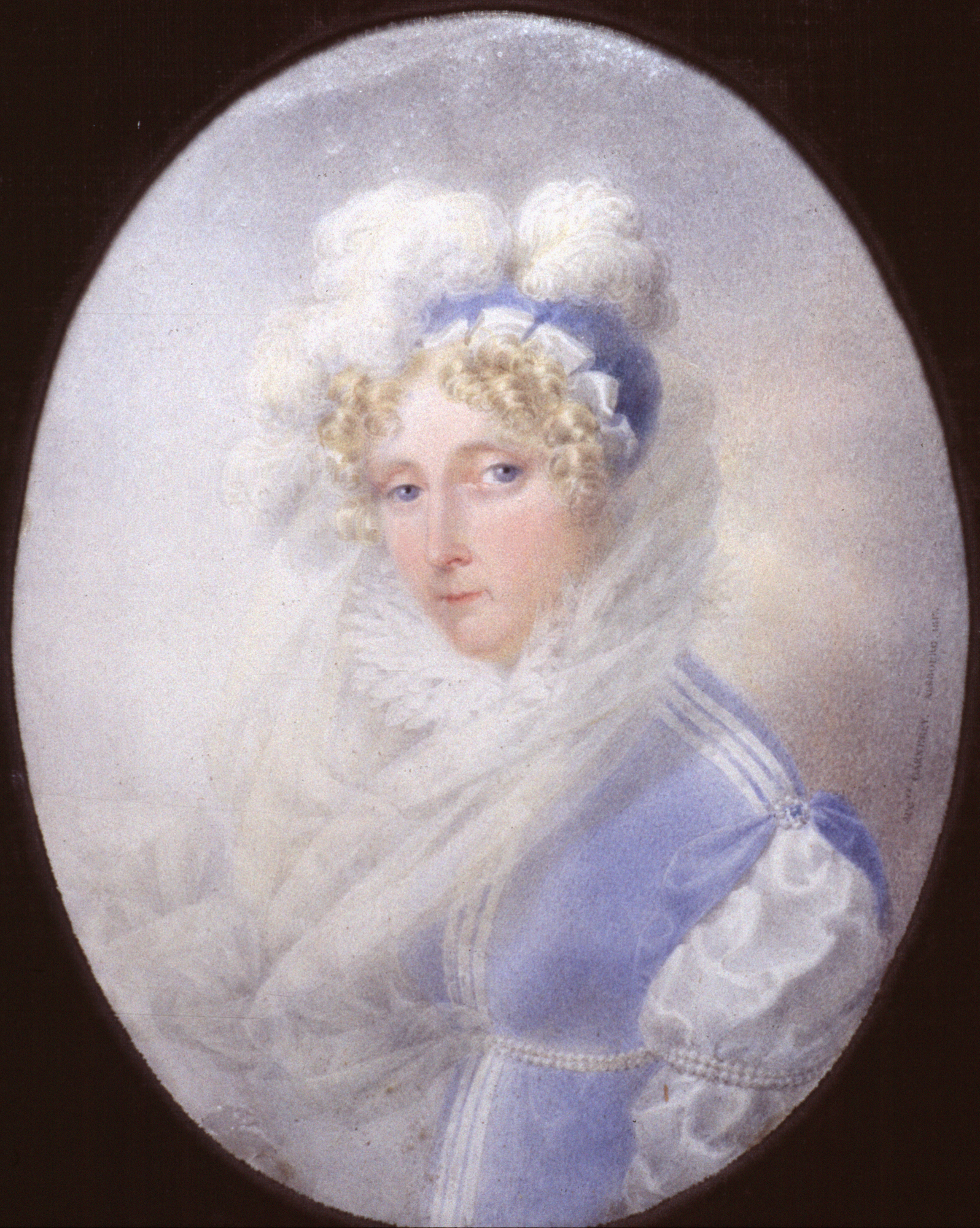
Un ritratto di Amalia Zefirina di Salm-Kyrburg custodito nel Museo napoleonico del Castello Arenenberg

Antonio Luigi sposò il 13 agosto 1782 Amalia Zefirina di Salm-Kyrburg (1760-1841), figlia del Principe Filippo Giuseppe di Salm-Kyrburg.

### Principe di Hohenzollern-Sigmaringen

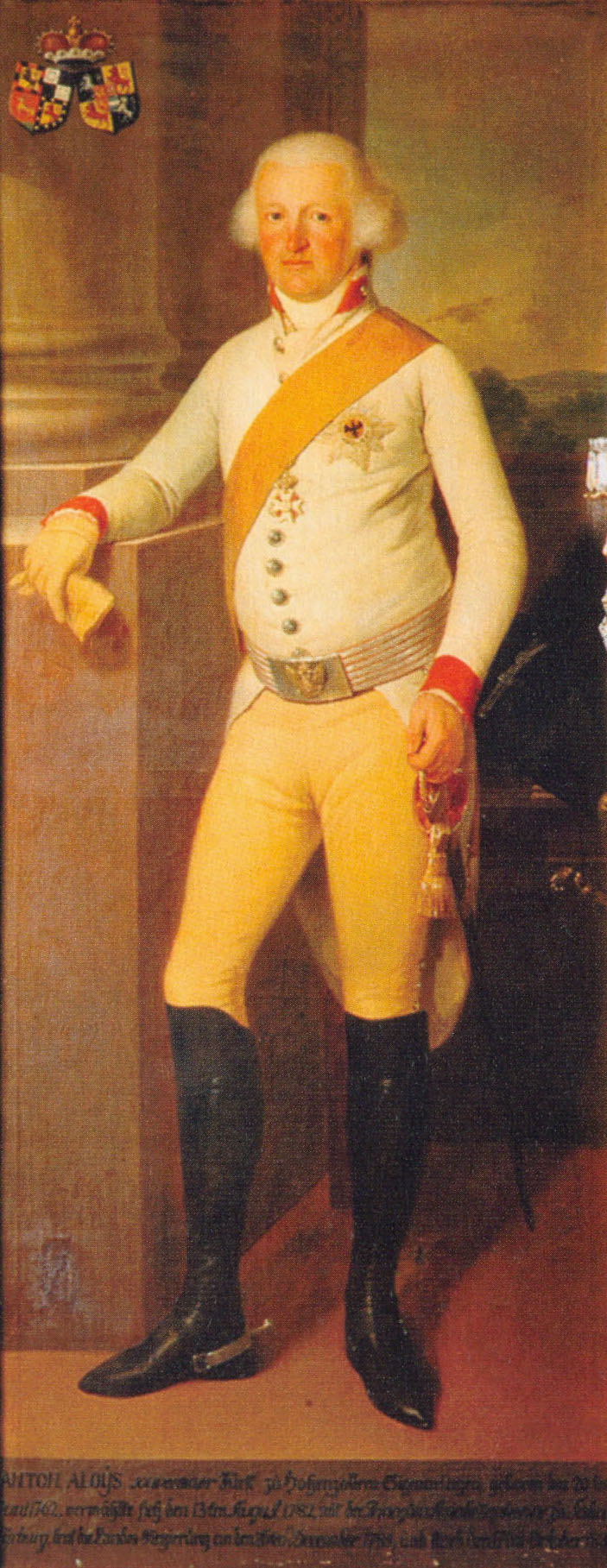
Antonio Luigi di Hohenzollern-Sigmaringen in un ritratto d'epoca

Nel 1785 succedette al trono paterno e più tardi ottenne dalla madre defunta anche i di lei vasti possedimenti nei Paesi Bassi tra i quali spiccavano la contea di Berg-'s-Heerenberg. Nel 1790 presenziò all'incoronazione dell'imperatore Leopoldo II.

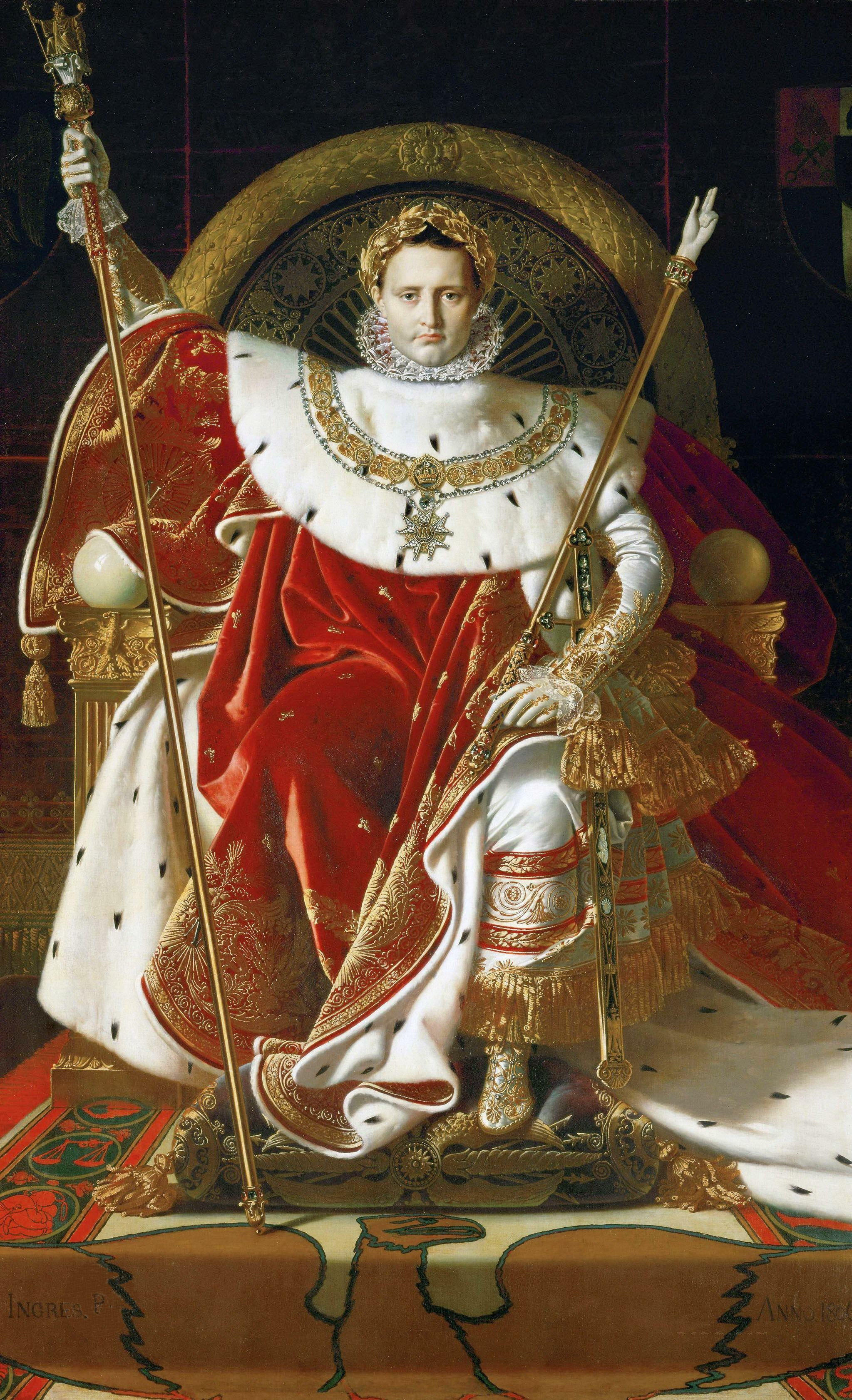
Napoleone Imperatore

Allo scoppio della Rivoluzione francese, per sicurezza, Antonio Luigi decise di abbandonare il proprio territorio e rifugiarsi a Vienna facendo ritorno in patria solo nel 1796. Nel 1802, dopo gli interventi del Bonaparte in quell'area, perse i propri possedimenti olandesi, ricevendone in cambio la signorìa di Glatt e i monasteri secolarizzati di Inzigofen e Buseck come risarcimento.

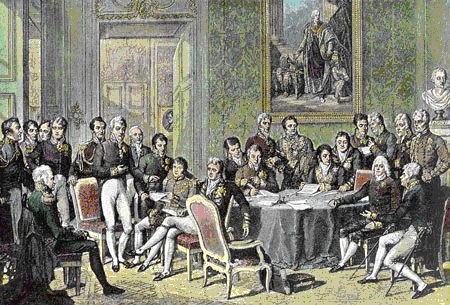
Il Congresso di Vienna in un dipinto di Jean-Baptiste Isabey (1767-1855)

Nel 1806, il Principe decise di unirsi alla Confederazione del Reno in cambio della garanzia della piena sovranità sui propri territori. I suoi territori, inoltre, erano stati dal matrimonio connessi con la Francia attraverso il possedimento dei domini di Achberg e Hohenfels che gli vennero riconosciuti anche dal Congresso di Vienna, riunione alla quale lo stesso Antonio Luigi prese parte ottenendo anche la restituzione dei propri ex domini passati sotto la dominazione napoleonica alla Baviera ed alcuni territori nei Paesi Bassi. Nel 1815 il principato divenne membro della Confederazione germanica.

### Ultimi anni e morte

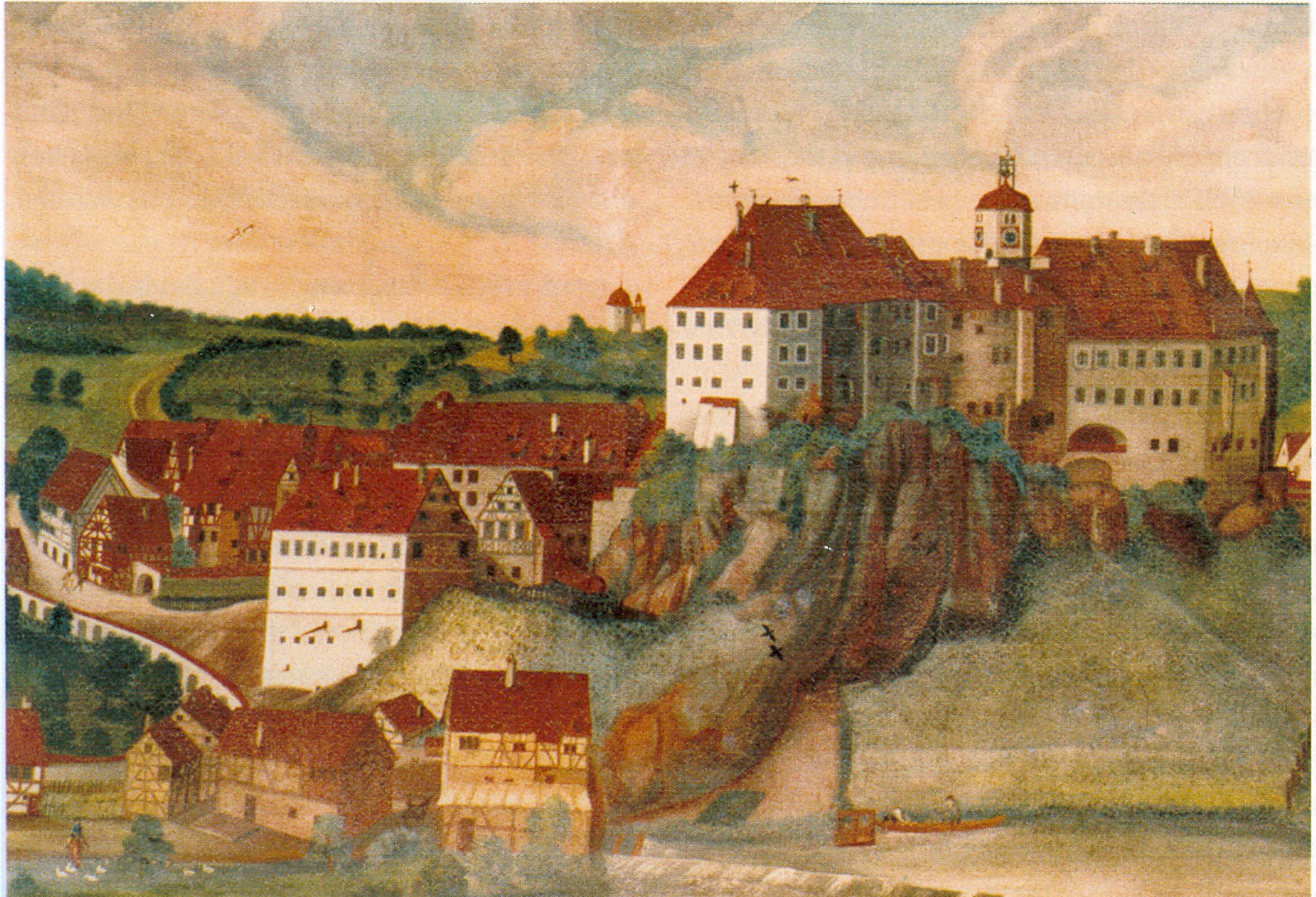
Il castello di Sigmaringen nel 1750 ca.

Sotto il governo del principe Antonio Luigi venne costruita la cosiddetta Fruchtkasten ("scatola di frutta"), ovvero il Castello di Sigmaringen, il quale veniva così definito per essere contraddistinto da un grande edificio centrale di cinque piani, interamente realizzato tra il 1815 ed il 1817.
Il principe Antonio Luigi morì il 17 ottobre 1831 a Sigmaringen.

## Discendenza
Antonio Aloisio/Luigi e Amalia Zefirina di Salm-Kyrburg ebbero i seguenti eredi:
- un figlio maschio (nato e morto nel 1783)
- Carlo (1785-1853), Principe di Hohenzollern-Sigmaringen, sposò in prime nozze nel 1808 la principessa Antoinette Murat (1793–1847) ed in seconde nozze nel 1848 la principessa Caterina di Hohenlohe-Waldenburg-Schillingsfürst (1817–1893)

## Ascendenza
|                                                       |                                         |                                                 | Genitori               |  |  | Nonni |  |  | Bisnonni                                |  |  | Trisnonni                                |  |
|                                                       |                                         |                                                 |                        |  |  |       |  |  | Mainardo II di Hohenzollern-Sigmaringen |  |  | Massimiliano di Hohenzollern-Sigmaringen |  |
|                                                       |                                         |                                                 |                        |  |  |       |  |  | Mainardo II di Hohenzollern-Sigmaringen |  |  | Massimiliano di Hohenzollern-Sigmaringen |  |
|                                                       |                                         | Maria Clara di Berg                             |                        |  |  |       |  |  | Mainardo II di Hohenzollern-Sigmaringen |  |  |                                          |  |
| Giuseppe Federico Ernesto di Hohenzollern-Sigmaringen |                                         |                                                 |                        |  |  |       |  |  | Mainardo II di Hohenzollern-Sigmaringen |  |  |                                          |  |
|                                                       |                                         | Giovanna di Montfort                            | Antonio II di Montfort |  |  |       |  |  |                                         |  |  |                                          |  |
|                                                       |                                         | Giovanna di Montfort                            | Antonio II di Montfort |  |  |       |  |  |                                         |  |  |                                          |  |
|                                                       |                                         | Giovanna di Montfort                            | …                      |  |  |       |  |  |                                         |  |  |                                          |  |
| Carlo Federico di Hohenzollern-Sigmaringen            |                                         | Giovanna di Montfort                            |                        |  |  |       |  |  |                                         |  |  |                                          |  |
|                                                       |                                         | Francesco Alberto di Öttingen-Spielberg         | …                      |  |  |       |  |  |                                         |  |  |                                          |  |
|                                                       |                                         | Francesco Alberto di Öttingen-Spielberg         | …                      |  |  |       |  |  |                                         |  |  |                                          |  |
|                                                       |                                         | Francesco Alberto di Öttingen-Spielberg         | …                      |  |  |       |  |  |                                         |  |  |                                          |  |
| Maria di Öttingen-Spielberg                           |                                         | Francesco Alberto di Öttingen-Spielberg         |                        |  |  |       |  |  |                                         |  |  |                                          |  |
|                                                       |                                         | Johanna Margarethe von Schwendi                 | …                      |  |  |       |  |  |                                         |  |  |                                          |  |
|                                                       |                                         | Johanna Margarethe von Schwendi                 | …                      |  |  |       |  |  |                                         |  |  |                                          |  |
|                                                       |                                         | Johanna Margarethe von Schwendi                 | …                      |  |  |       |  |  |                                         |  |  |                                          |  |
| Antonio Luigi di Hohenzollern-Sigmaringen             |                                         | Johanna Margarethe von Schwendi                 |                        |  |  |       |  |  |                                         |  |  |                                          |  |
|                                                       | Mainardo II di Hohenzollern-Sigmaringen | Massimiliano di Hohenzollern-Sigmaringen        |                        |  |  |       |  |  |                                         |  |  |                                          |  |
|                                                       | Mainardo II di Hohenzollern-Sigmaringen | Massimiliano di Hohenzollern-Sigmaringen        |                        |  |  |       |  |  |                                         |  |  |                                          |  |
|                                                       | Mainardo II di Hohenzollern-Sigmaringen | Maria Clara di Berg                             |                        |  |  |       |  |  |                                         |  |  |                                          |  |
| Francesco di Hohenzollern-s'Heerenberg                | Mainardo II di Hohenzollern-Sigmaringen |                                                 |                        |  |  |       |  |  |                                         |  |  |                                          |  |
|                                                       |                                         | Giovanna di Montfort                            | Antonio II di Montfort |  |  |       |  |  |                                         |  |  |                                          |  |
|                                                       |                                         | Giovanna di Montfort                            | Antonio II di Montfort |  |  |       |  |  |                                         |  |  |                                          |  |
|                                                       |                                         | Giovanna di Montfort                            | …                      |  |  |       |  |  |                                         |  |  |                                          |  |
| Giovanna di Hohenzollern-s'Heerenberg                 |                                         | Giovanna di Montfort                            |                        |  |  |       |  |  |                                         |  |  |                                          |  |
|                                                       |                                         | Johann Christoph von Waldburg-Zeil              | …                      |  |  |       |  |  |                                         |  |  |                                          |  |
|                                                       |                                         | Johann Christoph von Waldburg-Zeil              | …                      |  |  |       |  |  |                                         |  |  |                                          |  |
|                                                       |                                         | Johann Christoph von Waldburg-Zeil              | …                      |  |  |       |  |  |                                         |  |  |                                          |  |
| Marie Katharina von Waldburg-Zeil                     |                                         | Johann Christoph von Waldburg-Zeil              |                        |  |  |       |  |  |                                         |  |  |                                          |  |
|                                                       |                                         | Maria Franziska Elisabeth von Montfort Tettnang | …                      |  |  |       |  |  |                                         |  |  |                                          |  |
|                                                       |                                         | Maria Franziska Elisabeth von Montfort Tettnang | …                      |  |  |       |  |  |                                         |  |  |                                          |  |
|                                                       |                                         | Maria Franziska Elisabeth von Montfort Tettnang | …                      |  |  |       |  |  |                                         |  |  |                                          |  |
|                                                       |                                         | Maria Franziska Elisabeth von Montfort Tettnang |                        |  |  |       |  |  |                                         |  |  |                                          |  |